# Zigliara
Zigliara est une commune française, située dans la circonscription départementale de la Corse-du-Sud et le territoire de la collectivité de  Corse.

## Géographie
Le Taravo coule non loin de Zigliara.

## Urbanisme

### Typologie
Au 1er janvier 2024, Zigliara est catégorisée commune rurale à habitat dispersé, selon la nouvelle grille communale de densité à sept niveaux définie par l'Insee en 2022.
Elle est située hors unité urbaine. Par ailleurs la commune fait partie de l'aire d'attraction d'Ajaccio, dont elle est une commune de la couronne,. Cette aire, qui regroupe 79 communes, est catégorisée dans les aires de 50 000 à moins de 200 000 habitants,.

### Occupation des sols
L'occupation des sols de la commune, telle qu'elle ressort de la base de données européenne d'occupation biophysique des sols Corine Land Cover (CLC), est marquée par l'importance des forêts et milieux semi-naturels (72,1 % en 2018), néanmoins en diminution par rapport à 1990 (83,5 %). La répartition détaillée en 2018 est la suivante : forêts (72,1 %), zones agricoles hétérogènes (27,9 %). L'évolution de l'occupation des sols de la commune et de ses infrastructures peut être observée sur les différentes représentations cartographiques du territoire : la carte de Cassini (XVIIIe siècle), la carte d'état-major (1820-1866) et les cartes ou photos aériennes de l'IGN pour la période actuelle (1950 à aujourd'hui).

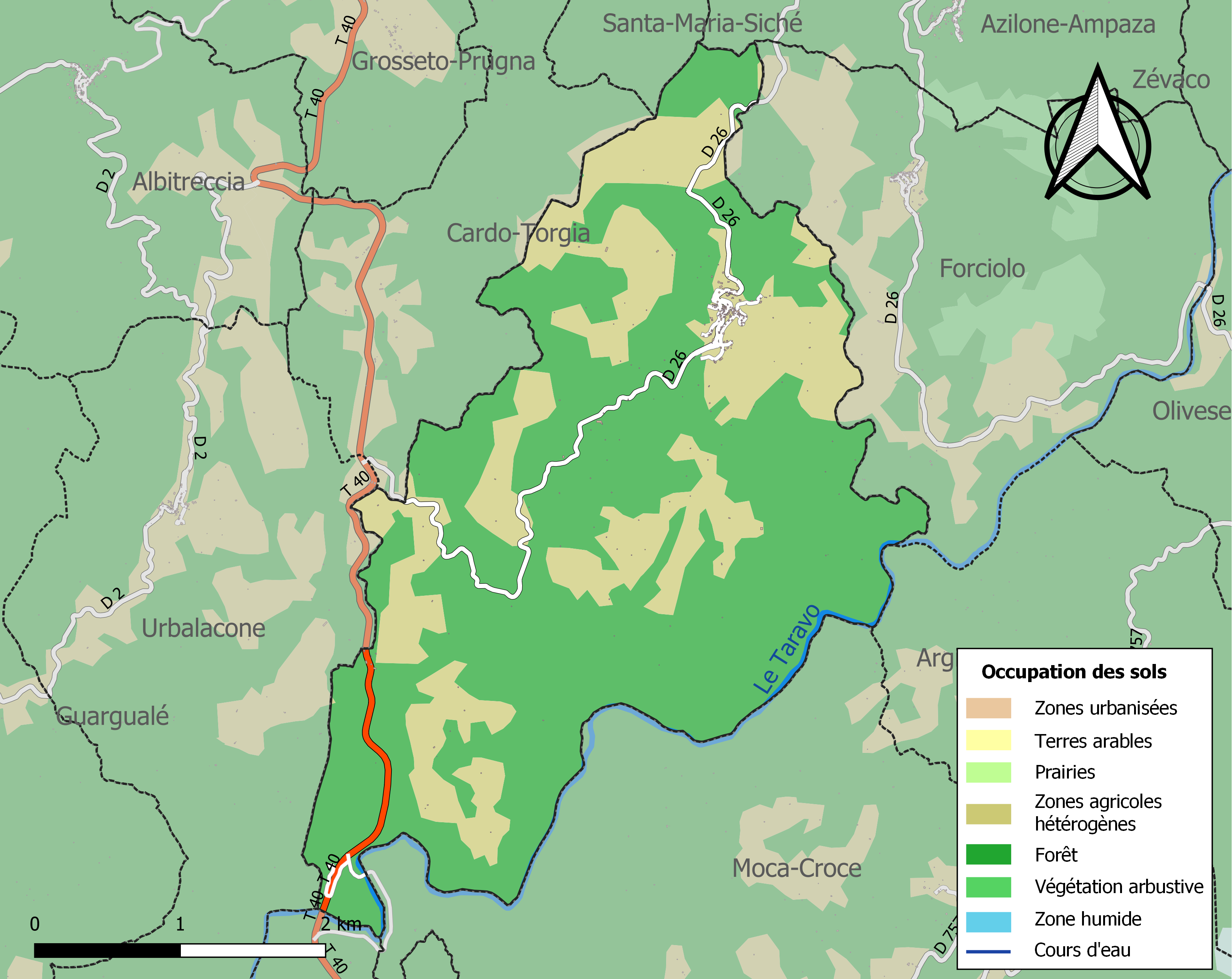
Carte des infrastructures et de l'occupation des sols de la commune en 2018 (CLC).

## Politique et administration

### Administration municipale
| Période         | Période  | Identité            | Étiquette | Qualité                     |
| --------------- | -------- | ------------------- | --------- | --------------------------- |
| (maire en 1897) | ?        | Paul Chiarelli      |           |                             |
| (maire en 1981) |          | Paul Peretti        |           |                             |
| 2001            | mai 2020 | Joséphine Chiarelli | DVD       | Retraitée de l'enseignement |
| mai 2020        | En cours | Gérard Trombetta    |           |                             |

### Intercommunalité
La commune fait partie de la communauté de communes du Taravu.

### Tendances politiques et résultats
Le résultat de l'élection présidentielle de 2012 dans cette commune est le suivant :
| Candidat       | Candidat                    | Premier tour | Premier tour | Second tour | Second tour |
| Candidat       | Candidat                    | Voix         | %            | Voix        | %           |
| -------------- | --------------------------- | ------------ | ------------ | ----------- | ----------- |
|                | Eva Joly (EÉLV)             | 1            | 0,71         |             |             |
|                | Marine Le Pen (FN)          | 42           | 30,00        |             |             |
|                | Nicolas Sarkozy (UMP)       | 52           | 37,14        | 76          | 64,41       |
|                | Jean-Luc Mélenchon (FG)     | 6            | 4,29         |             |             |
|                | Philippe Poutou (NPA)       | 3            | 2,14         |             |             |
|                | Nathalie Arthaud (LO)       | 0            | 0,00         |             |             |
|                | Jacques Cheminade (SP)      | 0            | 0,00         |             |             |
|                | François Bayrou (MoDem)     | 10           | 7,14         |             |             |
|                | Nicolas Dupont-Aignan (DLR) | 1            | 0,71         |             |             |
|                | François Hollande (PS)      | 25           | 17,86        | 42          | 35,59       |
|                |                             |              |              |             |             |
| Inscrits       | Inscrits                    | 179          | 100,00       | 179         | 100,00      |
| Abstentions    | Abstentions                 | 39           | 21,79        | 47          | 26,40       |
| Votants        | Votants                     | 140          | 78,21        | 131         | 73,60       |
| Blancs et nuls | Blancs et nuls              | 0            | 0,00         | 13          | 9,92        |
| Exprimés       | Exprimés                    | 140          | 100,00       | 118         | 90,08       |

Le résultat de l'élection présidentielle de 2017 dans cette commune est le suivant :
| Candidat    | Candidat                    | Premier tour | Premier tour | Deuxième tour | Deuxième tour |  |
| Candidat    | Candidat                    | %            | Voix         | %             | Voix          |  |
| ----------- | --------------------------- | ------------ | ------------ | ------------- | ------------- |  |
|             | Nicolas Dupont-Aignan (DLF) | 2,61         | 3            |               |               |  |
|             | Marine Le Pen (FN)          | 27,83        | 32           | 43,37         | 36            |  |
|             | Emmanuel Macron (EM)        | 22,61        | 26           | 56,63         | 47            |  |
|             | Benoît Hamon (PS)           | 1,74         | 2            |               |               |  |
|             | Nathalie Arthaud (LO)       | 0,00         | 0            |               |               |  |
|             | Philippe Poutou (NPA)       | 2,61         | 3            |               |               |  |
|             | Jacques Cheminade (SP)      | 0,00         | 0            |               |               |  |
|             | Jean Lassalle (RES)         | 8,70         | 10           |               |               |  |
|             | Jean-Luc Mélenchon (LFI)    | 6,96         | 8            |               |               |  |
|             | François Asselineau (UPR)   | 0,00         | 0            |               |               |  |
|             | François Fillon (LR)        | 26,96        | 31           |               |               |  |
|             |                             |              |              |               |               |  |
| Inscrits    | Inscrits                    | 160          | 100,00       | 160           | 100,00        |  |
| Abstentions | Abstentions                 | 42           | 26,25        | 55            | 34,38         |  |
| Votants     | Votants                     | 118          | 73,75        | 105           | 65,63         |  |
| Blancs      | Blancs                      | 2            | 1,69         | 19            | 18,10         |  |
| Nuls        | Nuls                        | 1            | 0,85         | 3             | 2,86          |  |
| Exprimés    | Exprimés                    | 115          | 97,46        | 83            | 79,05         |  |

## Population et société

### Démographie
L'évolution du nombre d'habitants est connue à travers les recensements de la population effectués dans la commune depuis 1800. Pour les communes de moins de 10 000 habitants, une enquête de recensement portant sur toute la population est réalisée tous les cinq ans, les populations de référence des années intermédiaires étant quant à elles estimées par interpolation ou extrapolation. Pour la commune, le premier recensement exhaustif entrant dans le cadre du nouveau dispositif a été réalisé en 2005.

En 2022, la commune comptait 128 habitants, en évolution de −1,54 % par rapport à 2016 (Corse-du-Sud : +7,61 %, France hors Mayotte : +2,11 %).
| 1800 | 1806 | 1821 | 1831 | 1836 | 1841 | 1846 | 1851 | 1856 |
| ---- | ---- | ---- | ---- | ---- | ---- | ---- | ---- | ---- |
| 519  | 507  | 544  | 498  | 530  | 538  | 544  | 589  | 575  |

| 1861 | 1866 | 1872 | 1876 | 1881 | 1886 | 1891 | 1896 | 1901 |
| ---- | ---- | ---- | ---- | ---- | ---- | ---- | ---- | ---- |
| 627  | 554  | 541  | 556  | 619  | 618  | 562  | 608  | 616  |

| 1906 | 1911 | 1921 | 1926 | 1931 | 1936 | 1946 | 1954 | 1962 |
| ---- | ---- | ---- | ---- | ---- | ---- | ---- | ---- | ---- |
| 624  | 620  | 616  | 623  | 524  | 597  | 535  | 553  | 260  |

| 1968 | 1975 | 1982 | 1990 | 1999 | 2005 | 2006 | 2010 | 2015 |
| ---- | ---- | ---- | ---- | ---- | ---- | ---- | ---- | ---- |
| 242  | 229  | 232  | 142  | 125  | 135  | 137  | 141  | 130  |

| 2020 | 2022 | - | - | - | - | - | - | - |
| ---- | ---- | - | - | - | - | - | - | - |
| 128  | 128  | - | - | - | - | - | - | - |

### Santé

#### Thermalisme
Située sur la commune de Zigliara, la station thermale de Tacana dit d'Urbalacone possède des eaux sulfureuses recommandées pour les voies respiratoires.
En 1868, Edward Lear, dans son journal d'un paysagiste anglais, décrit la station : « Deux ou trois maison, un jolie pont, un hôtel perché sur la route et un établissement thermal en dessous. Deux grands bâtiments ruinés, en partie recouvert de lierre, c'est là que logeaient les curistes. »

## Culture et patrimoine

### Lieux et monuments
L'église Sainte-Marie, datant de 1610, son clocher est classé à l'inventaire des monuments historiques, ainsi que La chapelle Saint-Sébastien et « la nouvelle église » (Ghiesa Nova). La construction de cette dernière a été entamée en 1867, mais n'a jamais été complètement achevée. La confrérie Sainte-Croix du Panicale officie dans ces divers lieux de cultes.
- Nouvelle église dite Ghiesa Nova de Zigliara.

### Personnalités liées à la commune
- André Jaume, le musicien de jazz contemporain s'est installé à Zigliara. C'est là qu'il a enregistré un album avec l'ensemble de chants polyphoniques corses Tavagna.
- Jean Lefebvre, depuis qu'il a tourné L'Âne de Zigliara, puis Domotica, revenait en vacances dans la commune où il avait de nombreux amis.
- Bianca Colonna, née à Ziddara en 1715, décédée après 1779. Artisane infatigable du parti français en corse[14].